# 1976 en sport
Cet article présente les faits marquants de l'année 1976 en sport.

## Baseball
- Les Reds de Cincinnati remportent la Série mondiale face aux Yankees de New York.
- Hank Aaron prend sa retraite. Il finit avec 755 coups de circuit.
- Finale du championnat de France : Paris UC bat Nice UC.

## Basket-ball
- Fusion de l'ABA avec sa principale concurrente : la NBA. 4 équipes d'ABA rejoignent la NBA : les Nets de New York, les Nuggets de Denver, les Pacers de l'Indiana et les Spurs de San Antonio.
- NBA : les Celtics de Boston remportent le titre NBA en finales face aux Suns de Phoenix 4 manches à 2.
- Tours est champion de France.
- AS Berck demi-finaliste pour la deuxième fois consécutive de la Coupe d'Europe des Clubs Champions. Une partie de l'équipe fera, pour des raisons financières, une grève historique et unique dans l'histoire du sport. L'entraîneur Jean Galle devra endosser le maillot et rejoindre son frère et capitaine Pierre Galle sur le parquet pour finalement s'incliner avec les honneurs.

## Cyclisme
- Eddy Merckx remporte Milan-San Remo pour la septième fois, battant le record de Costante Girardengo.
- Après une chute du spécialiste de l'épreuve Roger De Vlaeminck, Marc Demeyer emporte Paris-Roubaix.
- Le belge Lucien Van Impe gagne le Tour de France devant Joop Zoetemelk et Raymond Poulidor. Freddy Maertens emporte huit étapes et le maillot vert de meilleur finisseur. Le maillot à pois est remporté par Giancarlo Bellini.
- Le Tour d'Italie est remporté par Felice Gimondi.
- Vainqueur de l'Amstel Gold Race, de Gand-Wevelgem, du Grand Prix des Nations Freddy Maertens devient finalement champion du monde à Ostuni (Italie).

## Football
- La Tchécoslovaquie remporte le Championnat d'Europe de football.
  - Article de fond : Championnat d'Europe de football 1976
- 12 mai : l'Association sportive de Saint-Étienne Loire perd la finale de la coupe des clubs champions européens contre le Bayern de Munich à Glasgow. C'est le 3e titre européen consécutif pour le club allemand (But de Roth sur coup un franc à la 57e minute).
- L'Association Sportive de Saint-Étienne est championne de France.

## Football américain
- 18 janvier : Super Bowl X : Steelers de Pittsburgh 21, Cowboys de Dallas 17. Article détaillé : Saison NFL 1975.

## Hockey sur glace
- Les Canadiens de Montréal remportent la Coupe Stanley 1976.
- Coupe Magnus : Chamonix champion de France.
- SC Langnau Tigers champion de Suisse.
- Sokol Kladno champion de Tchécoslovaquie.
- La Tchécoslovaquie remporte le championnat du monde.

## Jeux olympiques
- Jeux olympiques d'hiver (Autriche) dont les compétitions se tiennent entre le 4 février et le 15 février.
  - Article de fond: Jeux olympiques d'hiver de 1976.
- Jeux olympiques d'été à Montréal (Canada) dont les compétitions se tiennent entre le 17 juillet et le 1er août.
  - Article de fond: Jeux olympiques d'été de 1976.
- Nadia Comăneci obtient la note parfaite aux barres asymétriques (10.0) aux JO.
- Guy Drut remporte l’unique médaille d’or française aux Jeux olympiques de Montréal (110 mètres haies).

## Rugby à XIII
- 16 mai : à Toulouse, Carcassonne remporte le Championnat de France face à Lézignan 14-6.
- 23 mai : à Perpignan, le XIII Catalan remporte la Coupe de France face au Toulouse olympique XIII 23-8.

## Rugby à XV
- Le Pays de Galles remporte le Tournoi des Cinq Nations en signant un Grand Chelem.
- Le SU Agen est champion de France.

## Ski alpin
- Coupe du monde
  - Le Suédois Ingemar Stenmark remporte le classement général de la Coupe du monde.
  - L'Allemande Rosi Mittermaier remporte le classement général de la Coupe du monde féminine.

## Sport Mécanique
- James Hunt remporte le Championnat du monde de Formule 1 au volant d'une McLaren-Ford.

## Tennis
- Wimbledon : Chris Evert remporte le tournoi face à E. Goolagong, finale mémorable, 8/6 au dernier set.
- 17 juillet : Jeux olympiques d'été de Montréal (Canada)
- US Open : victoire de Chris Evert.

## Voile
- Juin : Éric Tabarly remporte l'OSTAR à bord de Pen Duick VI.
- Novembre : 1re Route du Rhum, victoire de Mike Birch à bord d'Olympus Photo, et disparition en course d'Alain Colas et de son trimaran Manureva le 16 novembre au large des Açores.

## Naissances

### Janvier
- 5 janvier : Doug Nolan, joueur de hockey sur glace américain.
- 7 janvier : Alfonso Soriano, joueur dominicain de la Ligue majeure de baseball.
- 19 janvier : Tarso Marques, pilote automobile brésilien.
- 24 janvier : Shae-Lynn Bourne, patineuse artistique canadienne
- 30 janvier : Christian Brocchi, footballeur italien.

### Février
- 5 février : Martín Scelzo, joueur de rugby à XV argentin.
- 12 février : Christian Cullen, joueur de rugby à XV néo-zélandais (arrière ou trois quart).
- 13 février : Mickaël Pichon, pilote moto français
- 25 février : Marco Pinotti, coureur cycliste sur route italien.

### Mars
- 19 mars : Andre Miller, joueur américain de basket-ball.
- 24 mars : Peyton Manning, joueur américain de football U.S au poste de quarterback.
- 29 mars : Jennifer Capriati, joueuse de tennis américaine.

### Avril
- 3 avril : Nicolas Escudé, joueur de tennis français.
- 11 avril : Kotomitsuki Keiji (琴光喜啓司), lutteur japonais de sumo, ayant atteint le grade d'ōzeki en juillet 2007.
- 18 avril : Yusuke Kaneko, sauteur à ski japonais.
- 25 avril : Tim Duncan, joueur de basket-ball américain évoluant en NBA.

### Mai
- 19 mai : Kevin Garnett, joueur de basket-ball américain
- 29 mai : Cláudio Caçapa, footballeur brésilien.

### Juin
- 2 juin : Martin Čech, joueur tchèque de hockey sur glace. († 6 septembre 2007).
- 6 juin : Ed Jovanovski, joueur de hockey sur glace canadien évoluant dans la LNH.
- 17 juin : Sven Nys, coureur cycliste belge, spécialiste du cyclo-cross.
- 23 juin : Patrick Vieira, footballeur français
- 29 juin : Daniel Carlsson, pilote automobile (rallye) suédois.

### Juillet
- 1er juillet : Ruud van Nistelrooy, footballeur néerlandais
- 2 juillet : Tomáš Vokoun, joueur tchèque de hockey sur glace (gardien de but) évoluant dans la LNH.
- 10 juillet :
  - Patrick Kluivert, footballeur néerlandais.
  - Giuseppe Maddaloni, judoka italien, champion olympique en -73 kg aux Jeux de Sydney en 2000.
  - Wilfried Cretskens, coureur cycliste belge.
- 12 juillet : Guillaume Gille, handballeur français.
- 13 juillet : Sheldon Souray, joueur de hockey sur glace.
- 24 juillet : Tiago Monteiro, pilote automobile portugais, ayant disputé 37 Grands Prix de 2005 à 2006.

### Août
- 6 août : André Florschütz, lugeur allemand, médaille d'argent aux Jeux de Turin en 2006, champion du monde en luge double en 2001 et 2005.
- 11 août : Iván Córdoba, footballeur colombien.
- 13 août : Nicolás Lapentti, joueur de tennis équatorien.
- 15 août : Boudewijn Zenden, footballeur néerlandais évoluant au poste de milieu de terrain.
- 18 août : Tom Malchow, nageur américain
- 25 août : 
  - Céline Lebrun, judoka française, championne du monde en 2001 et vice-championne olympique en 2000.
  - Monika Kowalska, lutteuse polonaise.
- 27 août :
  - Carlos Moyà, joueur de tennis espagnol.
  - Mark Webber : pilote automobile australien.

### Septembre
- 5 septembre : Tatiana Gutsu, gymnaste ukrainienne, championne olympique du Concours général individuel aux jeux de Barcelone en 1992.
- 14 septembre : Lionel Nallet, joueur de rugby à XV français, international depuis 2001.
- 19 septembre : Gustavo Kuerten, joueur de tennis brésilien
- 22 septembre : Ronaldo, footballeur brésilien
- 28 septembre : Bonzi Wells, joueur de basket-ball américain évoluant en NBA.

### Octobre
- 2 octobre : Anita Kulcsár, handballeuse hongroise. († 19 janvier 2005).
- 10 octobre : Pat Burrell, joueur américain de baseball.
- 21 octobre : Lavinia Milosovici, gymnaste roumaine, championne olympique des exercices au sol et du saut de cheval aux jeux de Barcelone en 1992.

### Novembre
- 2 novembre : Thierry Omeyer, handballeur français.
- 7 novembre : 
  - Mark Philippoussis, joueur de tennis australien.
  - Paola Tagliabue, apnéiste italienne.
- 8 novembre : Nicolas Gillet, footballeur français.
- 18 novembre : Matt Welsh, nageur australien, spécialiste du dos crawlé et du papillon.
- 19 novembre : Benny Vansteelant, athlète belge, champion d'Europe et du monde de duathlon. († 14 septembre 2007).
- 25 novembre : Donovan McNabb, joueur américain de football U.S.
- 28 novembre : Gordan Kožulj, nageur croate, spécialiste du dos crawlé.

### Décembre
- 7 décembre : Georges Laraque, joueur canadien de hockey sur glace

## Décès
- 1er avril : Roger Rivière, coureur cycliste français. (° 23 février 1936).
- 23 avril : Karl Schäfer, patineur artistique autrichien (° 17 mai 1909).
- 10 août : Bert Oldfield, joueur de cricket international australien. (° 9 septembre 1894).
- 29 décembre : Ivo Van Damme, athlète belge, spécialiste du demi-fond. (° 21 février 1954).